# Georgij (Danilov)
Georgij (světským jménem: Vasilij Timofejevič Danilov; * 14. srpna 1964, Žlobin) je běloruský duchovní Ruské pravoslavné církve a metropolita nižněnovgorodský a arzamaský.

## Život
Narodil se 14. srpna 1964 v Žlobinu. Pokřtěn byl stejného roku v chrámu Životodárné Trojice v jeho rodném městě. Jeho bratrem je biskup kotlaský a velský Vasilij (Danilov).
Roku 1981 dokončil střední školu a začal pracovat jako řidič. V letech 1984–1986 absolvoval vojenskou službu. Po návratu odešel studovat na Moskevský duchovní seminář, který dokončil roku 1990.
V listopadu 1986 byl přijat jako poslušnik do Trojicko-sergijevské lávry, kde byl 22. prosince 1989 postřižen na monacha se jménem Georgij na počest svatého velikomučedníka Jiřího Vítězného.
V letech 1990–1995 studoval na Moskevské duchovní akademii a 9. října 1990 byl biskupem Vikentijem (Morarem) rukopoložen na hierodiakona. Dne 9. dubna 1991 jej patriarcha moskevský Alexij II. rukopoložil na jeromonacha.
Od listopadu 1991 byl vedoucím dílny pro výrobu svíček Trojicko-sergijevské lávry a 20. ledna 1993 se stal ekonomem lávry.
Po dokončení studia na akademii začal přednášet všeobecné církevní dějiny a byzantologii na Moskevském duchovním semináři. V srpnu 1998 byl jmenován ředitele Patriarchálního architektonického a restaurátorského centra lávry.
Dne 31. května 2001 byl jmenován ekonomem sjednoceného hospodářství lávry a Moskevských duchovních škol.
Dne 26. prosince 2002 jej Svatý synod zvolil biskupem nižněnovgorodským a arzamaským. Dne 1. února 2003 byl v chrámu Všech svatých monastýru Danilov v Moskvě oficiálně jmenován biskupem a o den později proběhla v chrámu Krista Spasitele jeho biskupská chirotonie. Světiteli byli patriarcha moskevský Alexij II., metropolita krutický a kolomenský Juvenalij (Pojarkov), metropolita smolenský a kaliningradský Kirill (Gunďajev), metropolita solněčnogorský Sergij (Fomin), metropolita volokolamský a jurjevský Pitirim (Něčajev), metropolita čeboksarský a čuvašský Varnava (Kedrov), metropolita černovický a bukovinský Onufrij (Berezovskyj), arcibiskup vitebský a oršanský Dzimitryj (Drazdou), arcibiskup istrijský Arsenij (Jepifanov), arcibiskup homelský a žlobinský Arystarch (Stankevič), arcibiskup verejský Jevgenij (Rešetnikov), biskup orechovo-zujevský Alexij (Frolov), biskup jaroslavský a rostovský Kirill (Nakoněčnyj), biskup magadanský a siněgorský Feofan (Ašurkov), biskup dmitrovský Alexandr (Agrikov), biskup brjanský a sevský Feofilakt (Moisejev) a biskup tambovský a mičurinský Feodosij (Vasněv).
Dne 24. února 2006 byl povýšen na arcibiskupa.
Dne 15. března 2012 byl Svatým synodem ustanoven hlavou nově vzniklé nižněnovgorodské metropole.
Dne 18. března 2012 byl povýšen na metropolitu.
Od března 2012 do listopadu 2013 byl dočasným správcem lyskovské eparchie.
Dne 21. října 2016 jej Svatý synod potvrdil ve funkci představeného Sarovské pustyně.
Dne 30. května 2024 byl jmenován dočasným správcem lyskovské eparchie.